# 6907 Harryford
A 6907 Harryford (ideiglenes jelöléssel 1990 WE) a Naprendszer kisbolygóövében található aszteroida. Robert H. McNaught fedezte fel 1990. november 19-én.